# Mihalik Zoltán
Mihalik Zoltán (Pécs, 1928. április 29. – 1999. március 4.) magyar költő, író, pedagógus és pedagógiai író.

## Élete
Mihalik Zoltán Pécsett, 1928 áprilisában a Ferenciek utcája harminchatos számú házában látta meg a napvilágot. Egyéves volt, amikor a család átköltözött a tizenhetes számú házba, s egészen felnőtt koráig itt élt. Apja erdélyi származású katonatiszt volt, anyja egy vásározó iparos lánya. A család gyökereit tekintve igen sokágú, anyai nagyapja, Arkagyíj Sztaics - aki egyike a legfontosabb kulcsszemélyeknek életében - például szerb származású mézeskalácsos mester volt.
Elemibe a pécsi belváros iskolába járt, majd a helyi Ciszterci Rend Nagy Lajos Gimnáziumának a tanulója lett. Empatikus képessége már korán megmutatkozott, iskolás társai egy időben Atyának nevezték, mert arra volt hajlandósága, hogy másokat meghallgasson, s mintegy lelki vigaszt nyújtson nekik. Később fél évig járt a pécsi orvosi egyetemre, majd a pesti bölcsészkaron próbált szerencsét magyar-francia-filozófia szakon. Itt kényszerű okok miatt, az ún. fordulat évében a magyar-szociológia-filozófia szakra váltott át. Harmadéves korában, 1950-ben "osztályidegensége" miatt kirúgták.
Hazatérve Pécsre rövid kitérő után sikerült beiratkoznia a tanárképző főiskolára. Itt ismerkedett meg Makay Idával, a később ismertté vált költőnővel, akivel hamarosan házasságot kötött. Gyermekük, Mihalik Zsolt 1953 szeptemberében született, ma költő, magyar-történelem szakos tanár.
A tanári pályát feleségestül Siklóson kezdte, amelyet azonban durván félbeszakítottak az 1956-os események. A siklósi iskolában ugyanis hosszas bonyodalmak közepette leszavazták a volt igazgatót és helyettesét, s őt választották meg igazgatóhelyettesnek. Többek közt ez volt az egyik oka annak, hogy később politikai izgatás vádjával letartóztatták és tíz hónap börtönbüntetésre ítélték. Hét hónap múltán viszont szabadlábra helyezték, ekkorra azonban már házassága megromlott, s ezt követően - feleségével közös megegyezéssel - elváltak.
Időközben újra megnősült, de második házassága is hamarosan zátonyra futott. 1962-ben ismét tanári állást kapott Dencsházán majd Katádfán. Mindemellett megpróbált irodalmi tevékenységet is folytatni. Ám szinte törvényszerű volt, hogy a Tüskés Tibor által szerkesztett Jelenkor holdudvarában induló, ígéretes pályaív csakhamar megszakadt, főként az újonnan kinevezett főszerkesztővel, Szederkényi Ervinnel történő politikai természetű nézeteltérés miatt. Ez a próbákkal teli, kezdeti időszak mindössze hat évig, 1968-ig tartott. majd hosszú, néma csend következett, legalábbis, ami az újságírás dimbes-dombos tájékát illeti. Csak jóval később, visszakerülve a pedagógus pályára adódott számára egy másfajta, de lényegét tekintve hasonló lehetőség az írásra.
Ami az iskolát illeti Katádfa után Szigetvár következett, ahol összesen tizenhat esztendeig tanított. Itt ismerkedett meg harmadik feleségével, Tinusz Évával, azzal a megértő társsal, akivel haláláig együtt élt. Közös gyermekeik Mihalik Eszter és Mihalik Gergő.
Végül, utolsó stációként, 1980-ban ötvenkét évesen a pécsi Apáczai Nevelési Központ (ANK) kettes iskolájában helyezkedett el. Előtte azonban, mintegy összegzésképp, megírta pedagógiai hitvallását, A tanítás mestersége című visszatekintő esszéjét. Ez utóbbi művéből származik az alábbi idézet: "A tanár ugyan azt hiszi például, hogy a társadalomnak mind több és több művelt egyedre van szüksége - de téved, mert minél több ilyen él, annál kevésbé "szociális" a létük. A tanár ugyan azt hiszi, hogy a társadalomnak önállóan gondolkodó, "alkotó" fejekre van szüksége - ámde ebben még inkább téved, mert tíz ilyen fej alapjaiban teszi kétségessé tízmillió egyed "társadalmi" érdekeit, létük tehát inkább nemkívánatos lenne. És a tanár zordonan téved, amikor elhiszi, hogy a társadalom az ő erkölcsi tisztaságát, apostoli hevületét vagy akár mesterségbeli tudását igényli - mert mindez sokkal veszélyesebb, mint amennyi "társadalmi" haszna lehet."

## Kötete
- Csak én vagyok - ne féljetek : versek, tanulmányok, kritikák / Mihalik Zoltán ; [vál. és szerk. Mihalik Zsolt] ; [ill. Jarmeczky István]. Pécs : Pro Pannonia, 2001. 359 p. ill. (Posztumusz kötet)[2]

## Szerkesztései
- A pécsi Apáczai Nevelési Központ kettes számú Általános Iskolájának 10 éve / szerk. Mihalik Zoltán. Pécs : [ANK 2. sz. Ált. Isk.], 1991. [2], 65 p. : ill.
- 15 éves az Apáczai Csere János Nevelési Központ : jubileumi kiadvány / [szerk. Alvári Károly, Bebesiné Turi Katalin, Mihalik Zoltán] .- Pécs : ANK, 1995 ([Pécs] Kódex) .- 76 p. : ill.[3]